# Водени орашак
Водени орашак, водени орах или косорања (лат. Trapa natans)  је једногодишња, водена, субмерзна биљка пливајућих листова која припада фамилији Trapaceae.

## Опис врсте
Стабљике воденог орашка су укорењене на дну, могу бити дуге и до неколико метара. Биљка садржи два типа листова: линеарни или ланцетасти потопљени листови, и ромбични листови на дугим, мехурасто надувеним петељкама који образују розету на површини воде. Кожасте, јаке листове на површини воде одржавају ваздушни, надувени горњи делови стабљике. Цветови су смештени у пазусима листова, појединачни су, мали, са по четири листића. Бели листићи крунице брзо опадају, а чашични листићи су зелени, кратки и троугластог облика. Плод је карактеристична, троугласто шпицаста коштуница са роговима, чији број и дужина могу бити значајан таксономски карактер неколико врста рода Trapa заступљених у Србији.

## Станиште
Настањује стајаће или споротекуће воде у којима често изграђује густе и простране популације, потпуно препокривајући розетама површину воде. Популације су најбројније у топлим барама и умртвљеним рукавцима река. Формира заједнице са жутим и белим локвањем.

## Распрострањење
Евроазијска је врста, интродукована у Африку и Северну Америку. Веома је ретка у медитеранском басену, а на Балкану је прилично уобичајена (може бити и благо инвазивна).

У Србији је релативно широко распрострањена: у Војводини настањује Апатински рит, Дубовачки рит (Лабудово окно), канал Јегричка, Ковиљски рит, Монoшторски рит, Обедску бару, Петроварадински рит и Засавицу. У Ужој Србији је бележена у Беораду, на Ђердапу и у акумулацији Међувршје на Западној Морави.

## Угроженост
Промене услова станишта исушивањем у пољопривредне и друге сврхе, риболов, као и премештање биљака из дивљих станишта у уређене водене вртове могу представљати ризик за нестанак ове врсте. Због тога је проглашена заштићеном биљном врстом у Републици Србији.